# Leichtathletik-Weltmeisterschaften 1987/100 m der Frauen

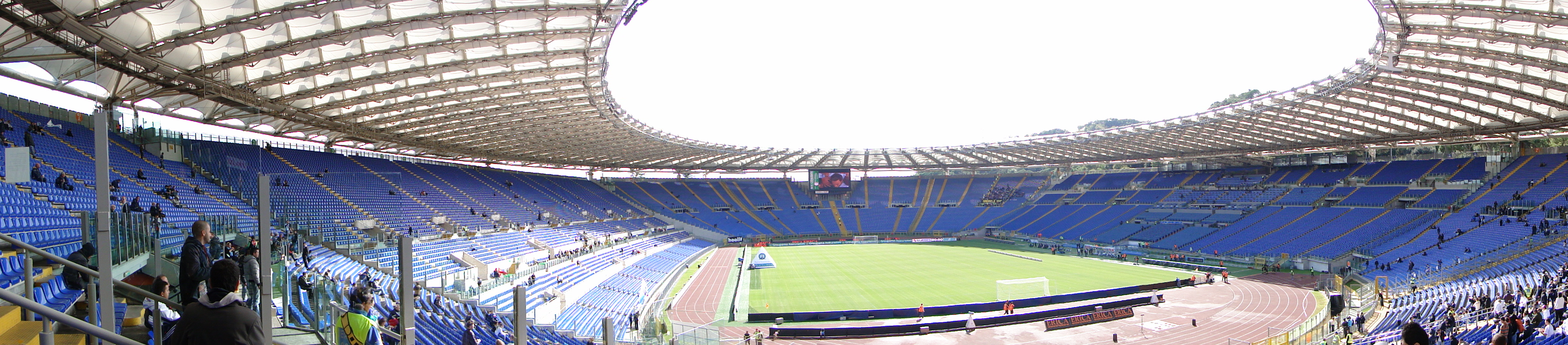
Das Olympiastadion in Rom im Jahr 2009

Der 100-Meter-Lauf der Frauen bei den Leichtathletik-Weltmeisterschaften 1987 wurde am 29. und 30. August 1987 im Olympiastadion der italienischen Hauptstadt Rom ausgetragen.
In diesem Wettbewerb verzeichneten die Sprinterinnen aus der DDR einen Doppelsieg. Weltmeisterin wurde die EM-Dritte von 1986 über 200 Meter Silke Gladisch. Sie gewann vier Tage später auch das Rennen über 200 Meter und errang mit der Sprintstaffel der DDR am Schlusstag die Silbermedaille. Den zweiten Rang belegte die amtierende Welt- und Europameisterin im Weitsprung Heike Drechsler, die auch über 200 Meter amtierende Europameisterin war und hier fünf Tage später Weitsprung-Bronze gewann. Auf den dritten Platz kam die jamaikanische Olympiadritte von 1984 Merlene Ottey, die über 200 Meter auch zweifache Olympiadritte (1980/1984) und Vizeweltmeisterin von 1983 war. Vier Tage später gab es für sie über 200 Meter noch einmal Bronze.

## Rekorde

### Bestehende Rekorde
| Weltrekord               | 10,76 s | Evelyn Ashford | Zürich, Schweiz               | 22. August 1984 |
| Weltmeisterschaftsrekord | 10,97 s | Marlies Göhr   | WM 1983 in Helsinki, Finnland | 8. August 1983  |

### Rekordverbesserung
Der bestehende WM-Rekord wurde zweimal verbessert:
- 10,95 s – Heike Drechsler (DDR), 2. Halbfinale am 30. August (Wind: +0,7 m/s)
- 10,90 s – Silke Gladisch (DDR), Finale am 30. August (Wind: −0,58 m/s)

Im ersten Halbfinale hatte Silke Gladisch 10,82 s erzielt, doch die Windunterstützung war mit 2,2 m/s um 0,2 m/s zu stark für eine Rekordanerkennung.

## Doping
In diesem Wettbewerb gab es einen Dopingfall.
Die zunächst fünftplatzierte Kanadierin Angella Issajenko, frühere Angella Taylor, war im Dopingfall Ben Johnson involviert. Sie gehörte unter Charlie Francis derselben Trainingsgruppe an wie Johnson. Der für die Dopingpräparate verantwortliche Arzt George Astaphan war ebenso für Issajenko wie auch für Johnson zuständig. Nachdem Ben Johnson des Dopingvergehens überführt war, legte Issajenko zahlreiche Dopingpraktiken offen und gestand ein, dass auch sie selber gedopt hatte. Sie erhielt daraufhin eine Sperre, unter anderem ihre bei diesen Weltmeisterschaften erzielten Resultate über 100 Meter und mit der 4-mal-100-Meter-Staffel (zunächst Platz sechs) wurden annulliert.
Benachteiligt wurden vor allem drei Sprinterinnen:
- Alice Brown, USA – Sie hätte über ihre Platzierung am Finale teilnehmen dürfen.
- Laurence Bily, Frankreich – Sie hatte sich über ihre Zeit eigentlich für die Halbfinale qualifiziert.
- Marie-Ange Wirtz, Seychellen – Sie hatte sich über ihre Platzierung eigentlich die Teilnahmeberechtigung am Viertelfinale erlaufen.

## Vorrunde
29. August 1987
Die Vorrunde wurde in sieben Läufen durchgeführt. Die ersten vier Athletinnen pro Lauf – hellblau unterlegt – sowie die darüber hinaus vier zeitschnellsten Läuferinnen – hellgrün unterlegt – qualifizierten sich für das Viertelfinale.

### Vorlauf 1
Wind: +2,3 m/s
| Platz | Name                | Nation       | Zeit (s) |
| ----- | ------------------- | ------------ | -------- |
| 1     | Heike Drechsler     | DDR          | 11,02    |
| 2     | Nadeschda Georgiewa | Bulgarien    | 11,27    |
| 3     | Iryna Sljussar      | Sowjetunion  | 11,34    |
| 4     | Marisa Masullo      | Italien      | 11,71    |
| 5     | Felicite Bada       | Benin        | 12,22    |
| 6     | Alyson Caulker      | Sierra Leone | 12,33    |
| 7     | Sara Rossini        | San Marino   | 12,86    |
| 8     | Erin Tierney        | Cookinseln   | 13,12    |

### Vorlauf 2
Wind: +1,3 m/s
| Platz | Name                      | Nation             | Zeit (s) |
| ----- | ------------------------- | ------------------ | -------- |
| 1     | Merlene Ottey             | Jamaika            | 11,26    |
| 2     | Laurence Bily             | Frankreich         | 11,32    |
| 3     | Natalja Pomoschtschnikowa | Sowjetunion        | 11,39    |
| 4     | Diane Holden              | Australien         | 11,53    |
| 5     | Sheila dos Santos         | Brasilien          | 11,82    |
| 6     | Rosanna Browne            | Anguilla           | 12,80    |
| 7     | Lorraine Nanton           | Nördliche Marianen | 13,30    |
| 8     | Moutwakil Abdelkarim      | Sudan              | 14,07    |

### Vorlauf 3
Wind: +1,0 m/s
| Platz | Name               | Nation         | Zeit (s) |
| ----- | ------------------ | -------------- | -------- |
| 1     | Alice Brown        | USA            | 11,42    |
| 2     | Angela Bailey      | Kanada         | 11,52    |
| 3     | Simmone Jacobs     | Großbritannien | 11,77    |
| 4     | Françoise Philippe | Frankreich     | 11,92    |
| 5     | Ramani Mangalika   | Sri Lanka      | 12,34    |
| 6     | Sherlete Barrow    | Belize         | 13,21    |
| 7     | Denise Ephraim     | Nauru          | 13,69    |
| DNS   | Fydia Inamohoro    | Burundi        |          |

### Vorlauf 4
Wind: −0,6 m/s
| Platz | Name             | Nation          | Zeit (s) |
| ----- | ---------------- | --------------- | -------- |
| 1     | Anelija Nunewa   | Bulgarien       | 11,37    |
| 2     | Olga Solotarjowa | Sowjetunion     | 11,52    |
| 3     | Liliana Allen    | Kuba            | 11,57    |
| 4     | Pauline Davis    | Bahamas         | 11,59    |
| 5     | Yolanda Díaz     | Spanien         | 12,00    |
| 6     | Lea Haba         | Guinea          | 12,78    |
| DNS   | Aminata Diarra   | Mali            |          |
| DNS   | Iammo Launa      | Papua-Neuguinea |          |

### Vorlauf 5
Wind: +0,2 m/s
| Platz | Name            | Nation         | Zeit (s) |
| ----- | --------------- | -------------- | -------- |
| 1     | Ulrike Sarvari  | BR Deutschland | 11,37    |
| 2     | Silke Gladisch  | DDR            | 11,42    |
| 3     | Pam Marshall    | USA            | 11,44    |
| 4     | Angela Phipps   | Kanada         | 11,62    |
| 5     | Yi Ng Ka        | Hongkong       | 12,26    |
| 6     | Bud Nurani      | Indonesien     | 12,34    |
| 7     | Intisar Sudani  | Jordanien      | 12,91    |
| DNS   | Faouzia Djaffar | Komoren        |          |

### Vorlauf 6
Wind: +0,7 m/s
| Platz | Name              | Nation                  | Zeit (s)                                            |
| ----- | ----------------- | ----------------------- | --------------------------------------------------- |
| 1     | Nelli Cooman      | Niederlande             | 11,18                                               |
| 2     | Walja Demirewa    | Bulgarien               | 11,61                                               |
| 3     | Gisele Ongollo    | Gabun                   | 11,89                                               |
| 4     | Marie-Ange Wirtz  | Seychellen              | 12,64 eigentlich für das Viertelfinale qualifiziert |
| 5     | Judith Robinson   | Turks- und Caicosinseln | 13,15                                               |
| 6     | Abla Comlan       | Togo                    | 13,21                                               |
| DOP   | Angella Issajenko | Kanada                  | für das Viertelfinale zugelassen                    |
| DNS   | Tina Iheagwam     | Nigeria                 |                                                     |

### Vorlauf 7
Wind: −0,6 m/s
| Platz | Name              | Nation                   | Zeit (s) |
| ----- | ----------------- | ------------------------ | -------- |
| 1     | Diane Williams    | USA                      | 11,22    |
| 2     | Marlies Göhr      | DDR                      | 11,47    |
| 3     | Paula Dunn        | Großbritannien           | 11,52    |
| 4     | Ingrid Verbruggen | Belgien                  | 11,62    |
| 5     | Amparo Caicedo    | Kolumbien                | 11,88    |
| 6     | Judith Missengné  | Volksrepublik Kongo      | 12,84    |
| 7     | Martha Soraima    | Niederländische Antillen | 12,87    |
| 8     | Jyhan Hassan-Didi | Malediven                | 15,05    |

## Viertelfinale
29. August 1987
Aus den vier Viertelfinalläufen qualifizierten sich die jeweils ersten drei Athletinnen – hellblau unterlegt – sowie die darüber hinaus vier zeitschnellsten Läuferinnen – hellgrün unterlegt – für das Halbfinale.

### Viertelfinallauf 1
Wind: −0,3 m/s
| Platz | Name              | Nation         | Zeit (s) |
| ----- | ----------------- | -------------- | -------- |
| 1     | Heike Drechsler   | DDR            | 11,08    |
| 2     | Anelija Nunewa    | Bulgarien      | 11,29    |
| 3     | Ulrike Sarvari    | BR Deutschland | 11,32    |
| 4     | Olga Solotarjowa  | Sowjetunion    | 11,59    |
| 5     | Angela Phipps     | Kanada         | 11,67    |
| 6     | Diane Holden      | Australien     | 11,68    |
| 7     | Ingrid Verbruggen | Belgien        | 11,78    |
| DNS   | Felicite Bada     | Benin          |          |

### Viertelfinallauf 2

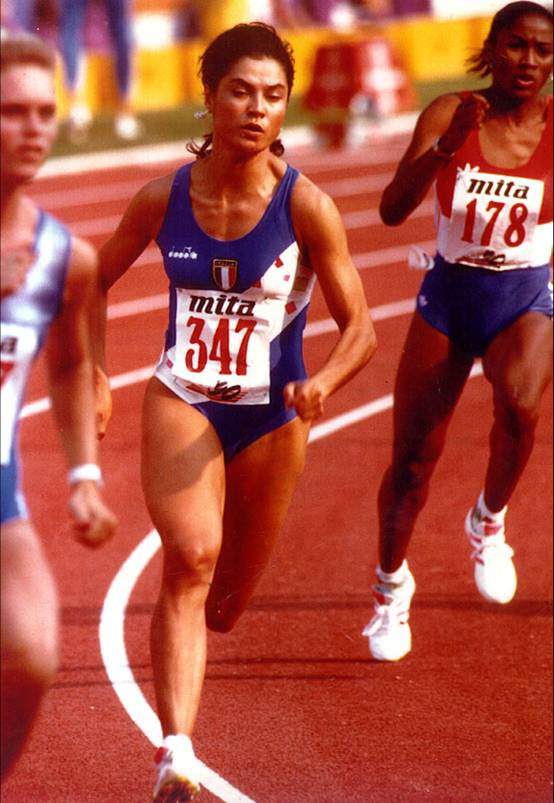
Marisa Masullo (Mitte) schied als Fünfte ihres Viertelfinalrennens aus

Wind: +1,6 m/s
| Platz | Name               | Nation         | Zeit (s)                      |
| ----- | ------------------ | -------------- | ----------------------------- |
| 1     | Nelli Cooman       | Niederlande    | 11,14                         |
| 2     | Pam Marshall       | USA            | 11,21                         |
| 3     | Iryna Sljussar     | Sowjetunion    | 11,39                         |
| 4     | Paula Dunn         | Großbritannien | 11,47                         |
| 5     | Marisa Masullo     | Italien        | 11,62                         |
| 6     | Françoise Philippe | Frankreich     | 11,63                         |
| 7     | Sheila dos Santos  | Brasilien      | 11,76                         |
| DOP   | Angella Issajenko  | Kanada         | für das Halbfinale zugelassen |

### Viertelfinallauf 3
Wind: +1,6 m/s
| Platz | Name                      | Nation         | Zeit (s)                                         |
| ----- | ------------------------- | -------------- | ------------------------------------------------ |
| 1     | Diane Williams            | USA            | 11,21                                            |
| 2     | Angela Bailey             | Kanada         | 11,31                                            |
| 3     | Natalja Pomoschtschnikowa | Sowjetunion    | 11,33                                            |
| 4     | Marlies Göhr              | DDR            | 11,40                                            |
| 5     | Laurence Bily             | Frankreich     | 11,49 eigentlich für das Halbfinale qualifiziert |
| 6     | Walja Demirewa            | Bulgarien      | 11,73                                            |
| 7     | Simmone Jacobs            | Großbritannien | 11,83                                            |
| 8     | Yolanda Díaz              | Spanien        | 12,05                                            |

### Viertelfinallauf 4
Wind: −1,6 m/s
| Platz | Name                | Nation    | Zeit (s) |
| ----- | ------------------- | --------- | -------- |
| 1     | Merlene Ottey       | Jamaika   | 11,27    |
| 2     | Silke Gladisch      | DDR       | 11,29    |
| 3     | Alice Brown         | USA       | 11,34    |
| 4     | Nadeschda Georgiewa | Bulgarien | 11,47    |
| 5     | Liliana Allen       | Kuba      | 11,60    |
| 6     | Pauline Davis       | Bahamas   | 11,64    |
| 7     | Amparo Caicedo      | Kolumbien | 12,08    |
| 8     | Gisele Ongollo      | Gabun     | 12,21    |

## Halbfinale
30. August 1987
Aus den beiden Halbfinalläufen qualifizierten sich die jeweils ersten vier Athletinnen – hellblau unterlegt – für das Finale.

### Halbfinallauf 1
Wind: +2,2 m/s – Rückenwind zu stark, Leistungen nicht bestenlistenreif
| Platz | Name                | Nation         | Zeit (s)                                     |
| ----- | ------------------- | -------------- | -------------------------------------------- |
| 1     | Silke Gladisch      | DDR            | 10,82                                        |
| 2     | Merlene Ottey       | Jamaika        | 10,89                                        |
| 3     | Pam Marshall        | USA            | 11,06                                        |
| 4     | Alice Brown         | USA            | 11,07 eigentlich für das Finale qualifiziert |
| 5     | Nadeschda Georgiewa | Bulgarien      | 11,10                                        |
| 6     | Ulrike Sarvari      | BR Deutschland | 11,15                                        |
| 7     | Iryna Sljussar      | Sowjetunion    | 11,44                                        |
| DOP   | Angella Issajenko   | Kanada         | für das Finale zugelassen                    |

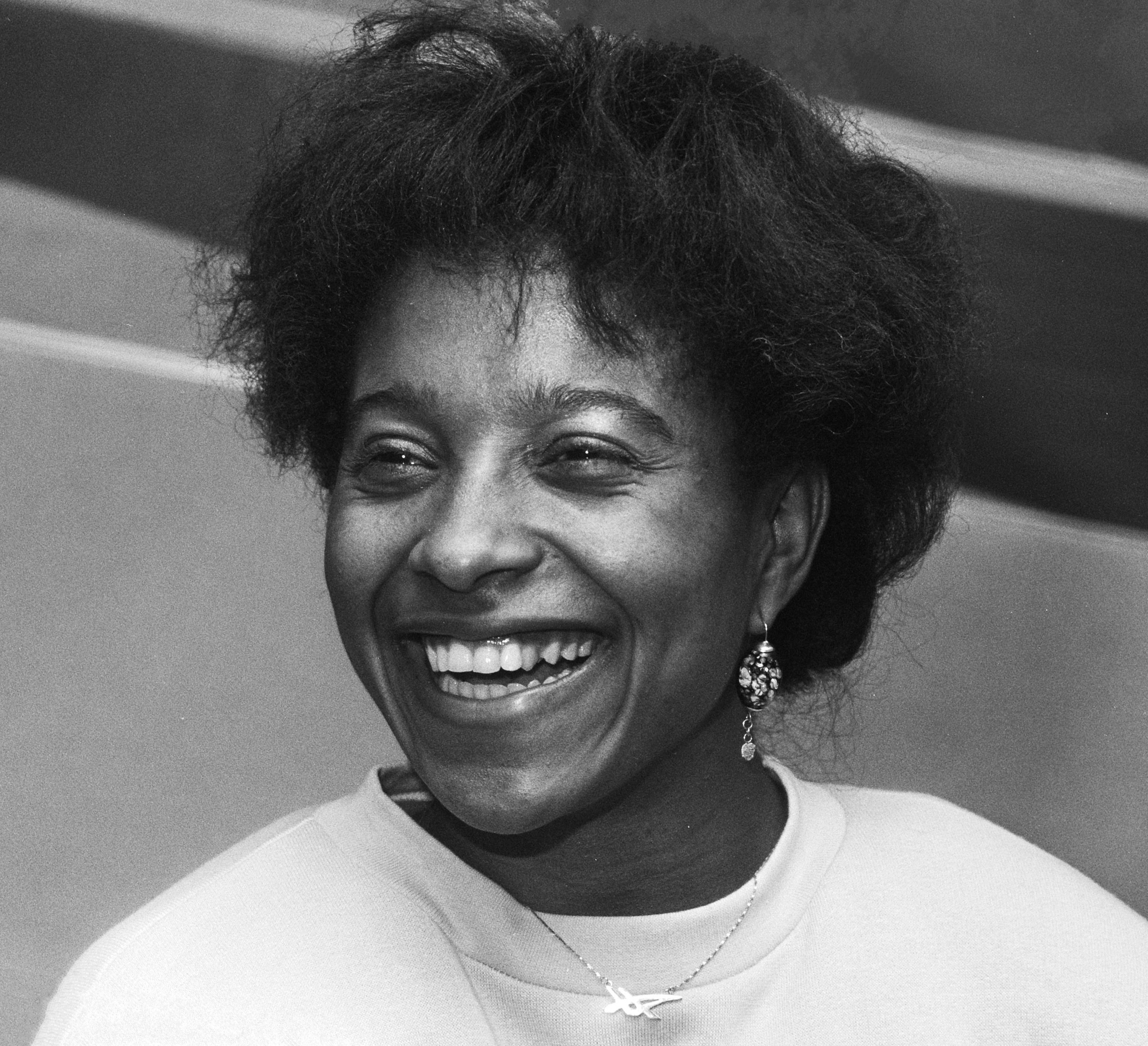
Nelli Cooman, 1986 EM-Dritte, scheiterte als Sechste ihres Rennens im Halbfinale
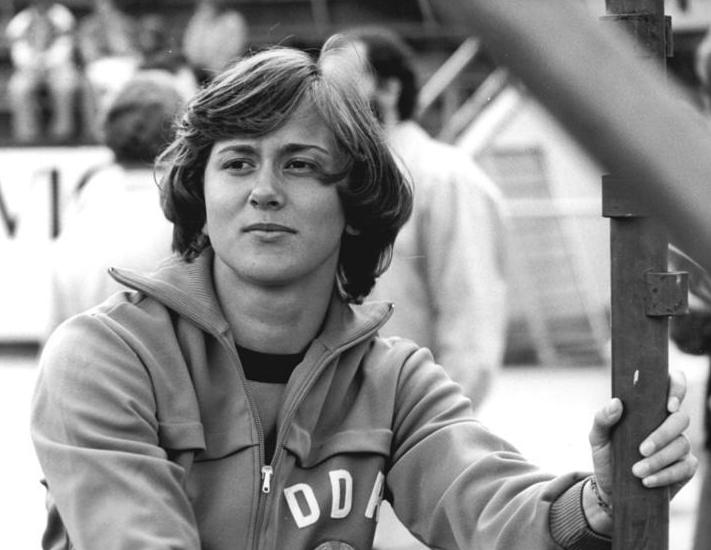
Titelverteidigerin Marlies Göhr erreichte am Ende ihrer großen Karriere – u. a. zweifache Olympiasiegerin und dreifache Europameisterin auf der kurzen Sprintstrecke – nicht mehr das Finale

### Halbfinallauf 2
Wind: +0,7 m/s
| Platz | Name                      | Nation         | Zeit (s) |
| ----- | ------------------------- | -------------- | -------- |
| 1     | Heike Drechsler           | DDR            | 10,95 CR |
| 2     | Anelija Nunewa            | Bulgarien      | 11,01    |
| 3     | Diane Williams            | USA            | 11,07    |
| 4     | Angela Bailey             | Kanada         | 11,07    |
| 5     | Natalja Pomoschtschnikowa | Sowjetunion    | 11,15    |
| 6     | Nelli Cooman              | Niederlande    | 11,21    |
| 7     | Marlies Göhr              | DDR            | 11,33    |
| 8     | Paula Dunn                | Großbritannien | 11,59    |

## Finale

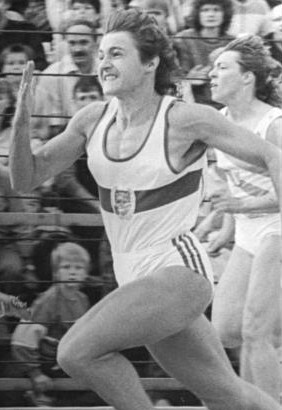
Silke Gladisch, spätere Silke Möller, 1986 EM-Dritte über 200 Meter, errang hier den ersten von zwei Titeln auf den Sprintstrecken

27. August 1987
Wind: −0,58 m/s
| Platz | Name              | Nation    | Zeit (s) |
| ----- | ----------------- | --------- | -------- |
| 1     | Silke Gladisch    | DDR       | 10,90 CR |
| 2     | Heike Drechsler   | DDR       | 11,00    |
| 3     | Merlene Ottey     | Jamaika   | 11,04    |
| 4     | Diane Williams    | USA       | 11,07    |
| 5     | Anelija Nunewa    | Bulgarien | 11,09    |
| 6     | Angela Bailey     | Kanada    | 11,18    |
| 7     | Pam Marshall      | USA       | 11,19    |
| DOP   | Angella Issajenko | Kanada    |          |

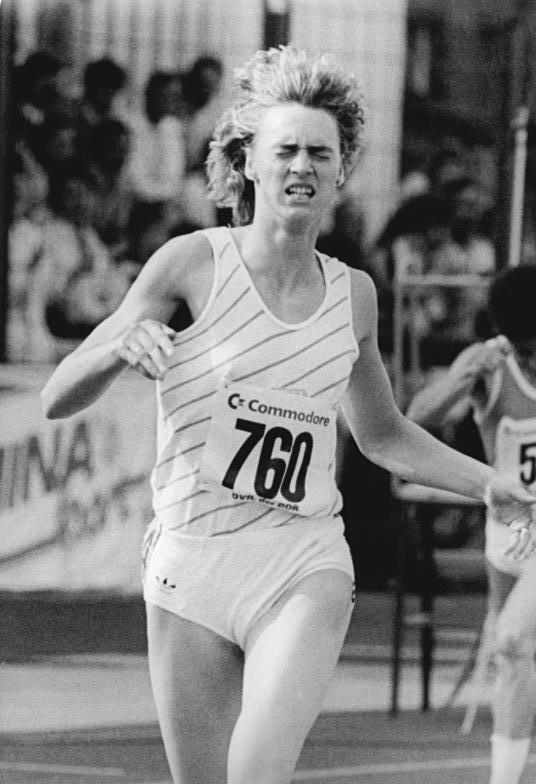
Vizeweltmeisterin Heike Drechsler, frühere Heike Daute, amtierende Welt- und Europameisterin im Weitsprung, auch über 200 Meter amtierende Europameisterin, errang hier später noch Weitsprung-Bronze
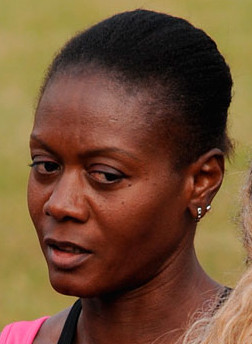
Bronzemedaillengewinnerin Merlene Ottey, 1984 Olympiadritte, außerdem über 200 Meter zweifache Olympiadritte (1980/1984) und 1983 Vizeweltmeisterin, gewann hier später über 200 Meter noch einmal Bronze

## Video
- Silke Gladisch - Women's 100m - Rome World Champs 1987 auf youtube.com, abgerufen am 30. März 2020